# Taguedit
Taguedit là một đô thị thuộc tỉnh Bouira, Algérie. Dân số thời điểm năm 2002 là 10.277 người.